# Una noche con Adela
Una noche con Adela és una pel·lícula espanyola de thriller de venjança del 2023 rodada en pla seqüència dirigida per Hugo Ruiz protagonitzada per Laura Galán.

## Argument
La trama transcorre en un Madrid poc fotogènic. Després d'acabar el seu torn de nit, trista i trastornada escombriaire Adela porta a terme un pla meticulós per exercir una venjança brutal sobre els que l'han fet mal i l'han convertit en deixalla humana.

## Repartiment
- Laura Galán com Adela
- Jimmy Barnatán com Javi[2]
- Litus com Bolo[2]
- Raudel Raúl com Rafael[2]
- Rosalía Omil com mare d’Adela[2]
- Fernando Moraleda com pare d’Adela[2]
- Beatriz Morandeira com Lidy[2]
- Gemma Nierga[2]
- Paco Martínez[3]

## Producció
La pel·lícula és una producció de Muertos de Envidia Company i FTFCam, en associació amb #Conunpack i amb el suport de l'Ajuntament de Madrid. It was shot in Madrid.

## Estrena
La pel·lícula es va estrenar mundialment a la llista 'Midnight' del Festival de Cinema de Tribeca el 8 de juny de 2023. També es va projectar el 21 d'octubre de 2023 al Festival Internacional de Cinema d'Albacete Abycine amb seu a Albacete per a la seva estrena espanyola. Distribuïda per #Conunpack, fou estrenada als cineems espanyols l’1 de desembre de 2023.

## Recepció
Alfonso Rivera de Cineuropa va escriure que el "gir inesperat" de la segona part de la pel·lícula constitueix un "ganxo directe" "a les coses més sagrades, que enganxarà l'espectador a la recerca de noves (i poderoses) emocions en aquests temps impregnades de dolçor malaltissa, insipidesa, la nostra addicció als "m'agrada" i la correcció política".

## Reconeixements
| Any  | Premi               | Categoria         | Nominat      | Resultat | Ref   |
| ---- | ------------------- | ----------------- | ------------ | -------- | ----- |
| 2024 | XXXVIII Premis Goya | Millor fotografia | Diego Trenas | Pendent  | [ 7 ] |